# Simon Bolivar Buckner

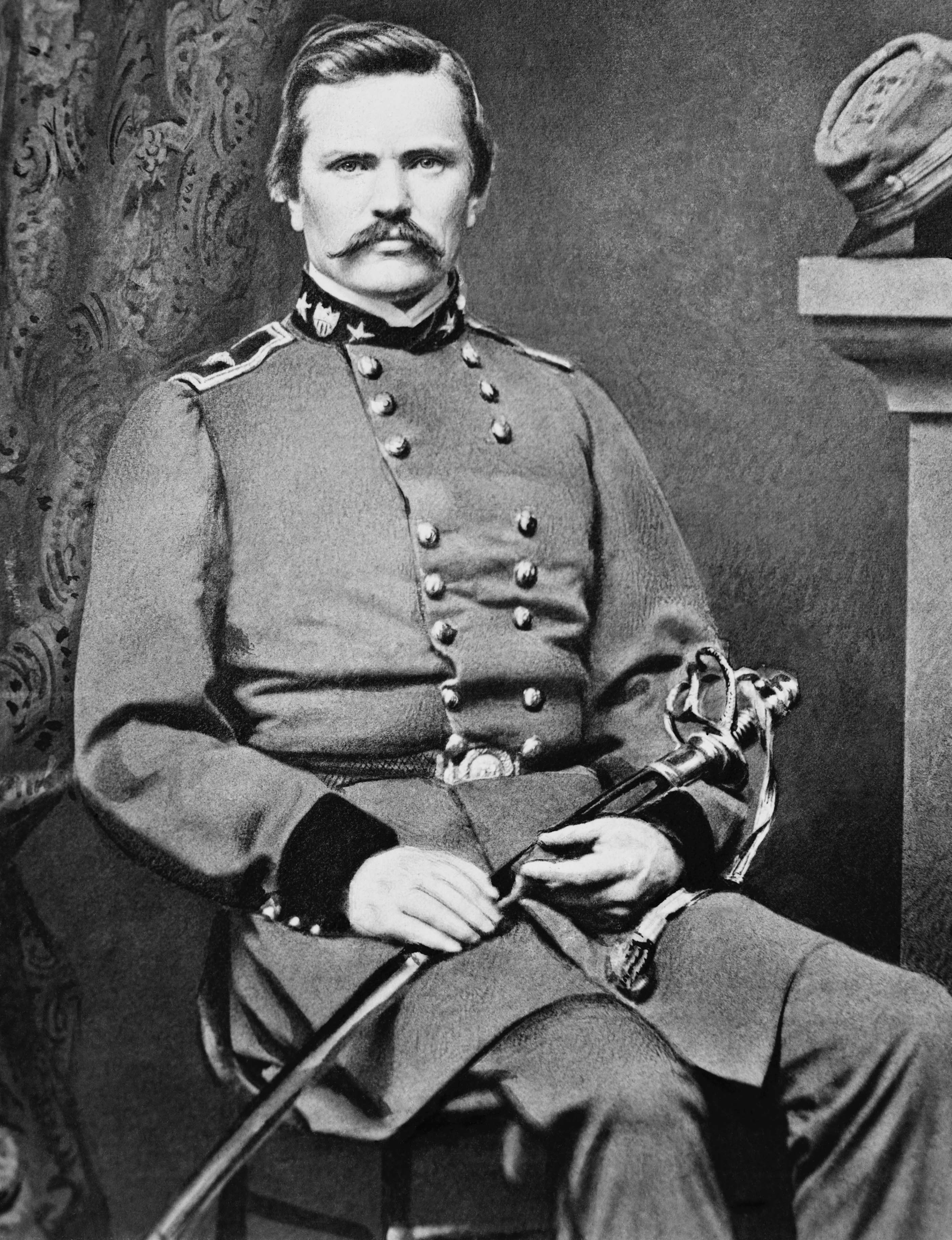
Simon Bolivar Buckner

Simon Bolivar Buckner (ur. 1 kwietnia 1823 w hrabstwie Hart w Kentucky, zm. 8 stycznia 1914 w hrabstwie Hart w Kentucky) – generał Armii Stanów Skonfederowanych podczas wojny secesyjnej.

## Życiorys
W 1844 ukończył Akademię Wojskową w West Point, służył w piechocie podczas wojny z Meksykiem (1846–1848) – w starciu pod Churubusco został ranny, a po wojnie został wykładowcą w Akademii. Od 1849 ponownie służył w piechocie, w 1855 zrezygnował z dalszej służby i udał się do Chicago, by zarządzać rodzinną własnością. Po wybuchu wojny secesyjnej początkowo popierał neutralność Kentucky i organizował Stanową Gwardię Kentucky, której był inspektorem generalnym, jednak ostatecznie zdecydował się dołączyć do Konfederatów; duża część Gwardii Stanowej uczyniła to samo.
14 września 1861 został mianowany generałem brygady, od 18 września 1861 dowodził dywizją, która 28 października 1861 stała się częścią Centralnej Armii Departamentu 2 Kentucky. W lutym 1862 wraz z dywizją brał udział w bitwie o Fort Donelson przegranej przez Konfederatów. 16 sierpnia 1862 otrzymał stopień generała majora, później dowodził dywizją Lewego Skrzydła Armii Missisipi, a od grudnia 1862 do kwietnia 1863 był dowódcą Dystryktu Wybrzeża Departamentu 2. Od maja do września 1863 dowodził Departamentem Wschodniego Tennessee, we wrześniu 1863 korpusem Armii Tennessee, następnie dywizją Armii Tennessee, a w kwietniu-maju 1864 ponownie Departamentem Wschodniego Tennessee. Od czerwca do sierpnia 1864 był w dowództwie Departamentu Trans-Missisipi, od sierpnia 1864 do kwietnia 1865 dowodził Dystryktem Zachodniej Luizjany, jednocześnie od września 1864 do maja 1865 korpusem Departamentu Trans-Missisipi (20 września 1864 został generałem porucznikiem). 18–20 września 1863 brał udział w wygranej przez Konfederatów bitwie nad Chickamaugą. W kwietniu-maju 1865 dowodził Dystryktem Arkansas i Zachodniej Luizjany.
Po wojnie mieszkał w Nowym Orleanie, ponieważ otrzymał zakaz przebywania w Kentucky przez trzy lata. Do Kentucky wrócił w 1868, a w 1887 został wybrany na urząd gubernatora tego stanu. Funkcję tę sprawował do 1891. W momencie śmierci był jedynym oficerem Konfederacji w randze wyższej niż generał brygady.